# Ecnomus macrolobus
Ecnomus macrolobus là một loài Trichoptera trong họ Ecnomidae. Chúng phân bố ở vùng nhiệt đới châu Phi.